# Patrick Michel
Pour les articles homonymes, voir Patrick Michel (homonymie) et Michel.
Patrick Michel (né le 25 février 1970 à Saint-Tropez) est un astrophysicien français, Directeur de recherche au CNRS, Docteur en astrophysique, titulaire d'un DEA en Imagerie, Astronomie et Haute Résolution Angulaire et Ingénieur en aéronautique et techniques spatiales diplômé de l'ESTACA. Il est dans l'équipe Théorie et Observation en Planétologie (TOP) du laboratoire Lagrange (Université Côte d'Azur, Observatoire de la Côte d'Azur, CNRS) et travaille à l'Observatoire de Nice. Le titre de Professeur ayant déjà une affiliation dans une autre institution lui a été attribué par l'Université de Tokyo.

## Biographie
Patrick Michel est spécialiste des astéroïdes, notamment des géocroiseurs, ceux qui croisent l'orbite de la Terre, du processus de collisions entre petits corps célestes et du comportement de leurs surfaces dans les conditions de gravité adaptées. Ses recherches s'effectuent principalement par le développement de simulations numériques massives des processus mis en jeu (impacts, mouvements de surface constituée de matériau granulaire, évolution gravitationnelle). Il contribue aussi au développement d'expériences, en laboratoire ou en micro-gravité, ayant pour but de valider les simulations numériques avant de les appliquer aux problèmes astrophysiques à des échelles inaccessibles en laboratoire (p.e. des astéroïdes de tailles kilométriques). Il est aussi fortement impliqué dans des missions spatiales vers les astéroïdes, lancées, en développement et en projet. Il contribue activement à la médiatisation des connaissances dans ces domaines en participant à des émissions télévisées, radios et internet, en donnant de nombreuses conférences et en rédigeant des articles dans des journaux grand public et des encyclopédies. Il est rédacteur en chef du livre Asteroids IV, paru en décembre 2015 (University of Arizona Press), qui fait la revue de la science des astéroïdes en 42 chapitres et qui sert de référence pour les étudiants et chercheurs durant la décennie en cours. Depuis avril 2023, le titre de professeur ayant déjà une affiliation dans une autre institution étrangère (Global Fellow) lui a été attribué par l'Université de Tokyo,.

## Travaux académiques
Patrick Michel est l’auteur de plus de 200 publications dans des journaux internationaux à comités de lecture et de plus de 50 conférences invitées dans des congrès internationaux.

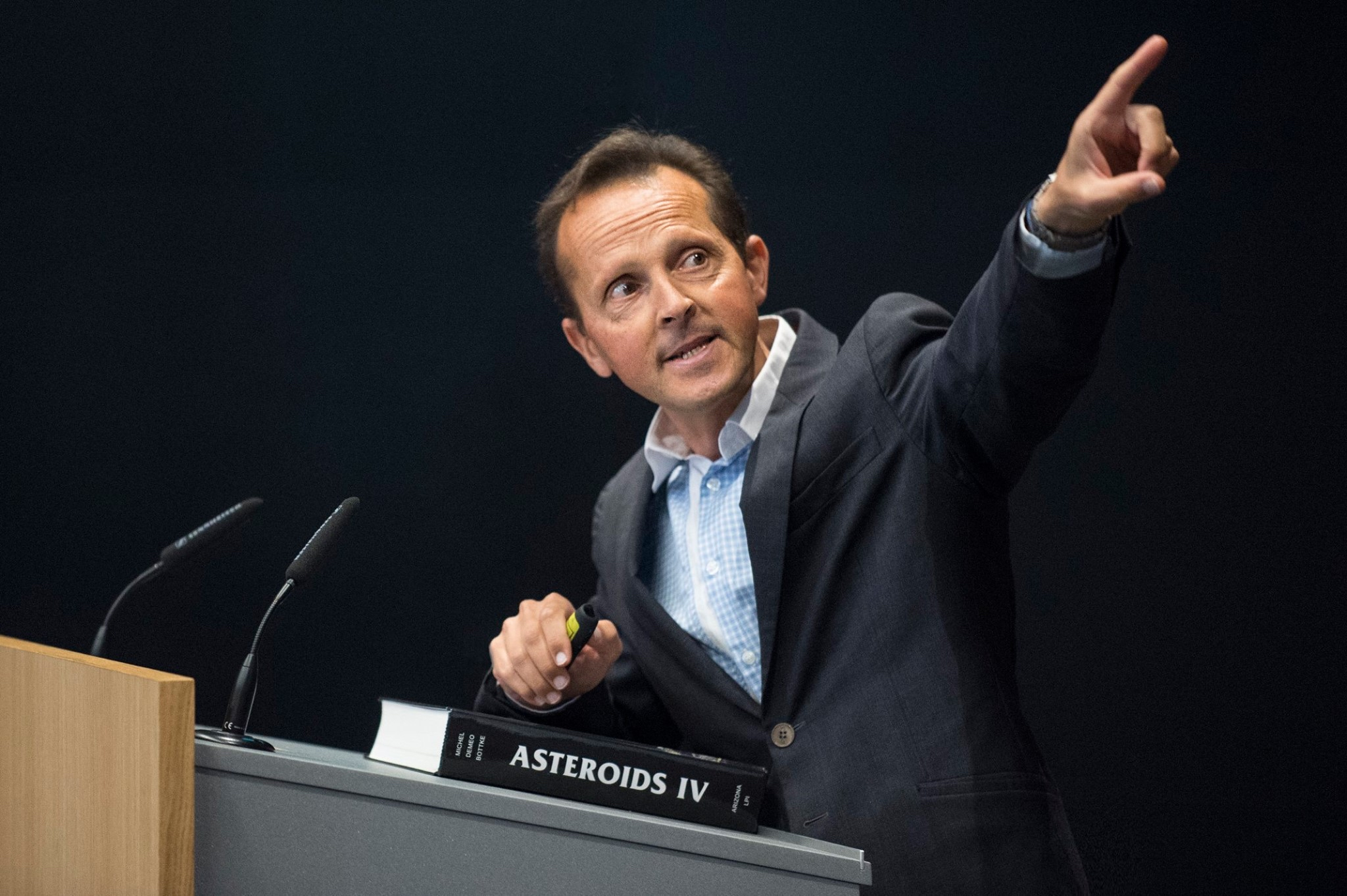
Patrick Michel à la Journée internationale des astéroïdes au Luxembourg (2017).

Ses travaux furent notamment les premiers à produire des simulations qui représentent entièrement le processus de destruction d'un astéroïde par collision avec un autre objet, en calculant non seulement la fragmentation de l'astéroïde due à l'impact mais aussi les interactions gravitationnelles des fragments formés et leurs éventuelles ré-accumulations. Les simulations numériques de Patrick Michel et de ses collaborateurs confirmèrent notamment que les familles d'astéroïdes (une vingtaine de groupes distincts d'objets identifiés dans la région entre Mars et Jupiter, appelée la Ceinture d'astéroïdes) sont chacune le résultat de la destruction d'un corps parent (de taille allant jusqu'à plusieurs centaines de kilomètres de diamètre). Ils suggèrent aussi que la plupart des astéroïdes de deuxième génération au moins (issus d'un corps plus gros) sont des agrégats et non des roches monolithiques, ce qui explique les densités volumiques faibles mesurées par les observations. Ces travaux ont fait l'objet de publications dans les prestigieux journaux Science (2001) et Nature (2003), et dans les deux cas de la couverture de ces journaux. Il a notamment contribué à développer un modèle numérique de fragmentation de corps poreux (comètes, astéroïdes carbonés), validés par des expériences d'impact en laboratoire effectuées au Japon. Ses recherches publiées dans Nature en 2008 ont aussi fourni une explication à l'origine des petits astéroïdes doubles, qui constituent 15% de la population des astéroïdes, et de leurs propriétés physiques particulières, notamment la forme du corps central.

## Missions spatiales et concepts de missions
D'autre part, Patrick Michel a été et est fortement impliqué dans des propositions de missions spatiales, et des missions spatiales en cours ou à venir, vers des petits corps du système solaire.

### NEOMAP et Don Quichotte
Patrick Michel a fait partie de NEOMAP (Near-Earth Object Mission Advisory Panel), soit en français Comité de Conseils pour une Mission vers un Géocroiseur, sur une sollicitation de l’Agence Spatiale Européenne (ESA), dans le but de recommander une mission prioritaire pour faire face au risque d’impact. En 2004, le comité recommande la mission Don Quichotte, qui consiste à faire un test de déviation d’astéroïde en utilisant la technique d’un impacteur artificiel. Cette mission a fait l’objet d’une étude à l’ESA jusqu’en 2007.

### AIDA, DART et Hera

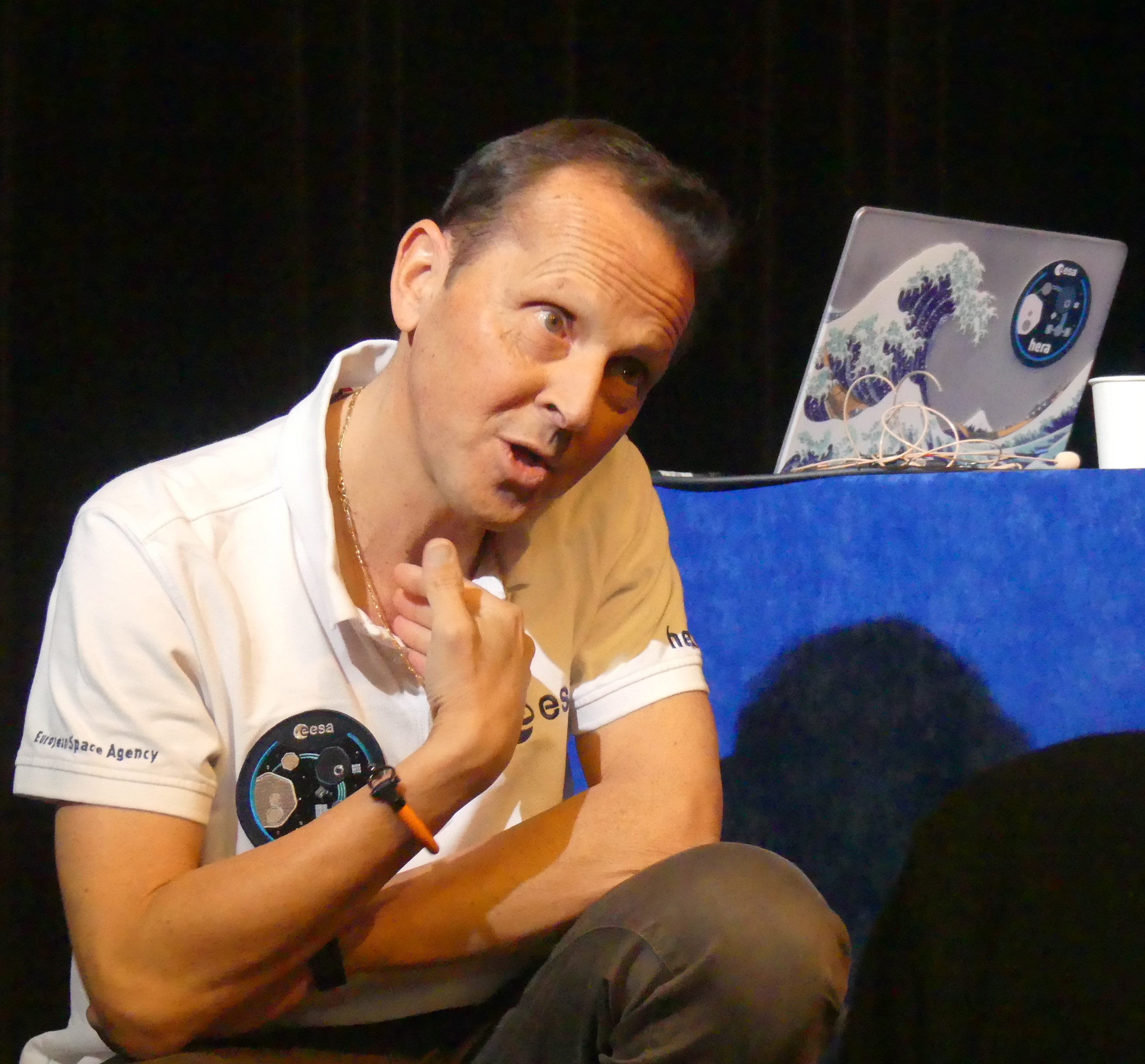
Le Dr. Patrick Michel, lors d'une conférence grand public à Saint-Raphaël (Var, France) pour le club d'astronomie Nicolas Copernic, le 4 février 2023.

Le projet AIDA (Asteroid Impact & Deflection Assessment) s'inspire de l'idée de Don Quichotte, en utilisant l’astéroïde double (65803) Didymos comme cible. Il est né d’une discussion en 2011 entre Patrick Michel et un collègue américain, Andy Cheng (du Johns Hopkins University Applied Physics Laboratory), qu’ils ont proposé à l’ESA et à la NASA, ce qui finalement abouti aux deux missions spatiales DART de la NASA et Hera de l’ESA. Ensemble avec Andy Cheng, ils coordonnent à deux AIDA, devenue une coopération spatiale internationale assistant l'ESA et la NASA afin d'exploiter les données des deux missions pré-citées.
Patrick Michel devient le responsable scientifique de la mission Hera de l'ESA, qui doit aller mesurer le résultat de l'impact produit par la mission DART de la NASA, dans le cadre du premier test de déflexion de Dimorphos, la composante secondaire (le satellite) de l'astéroïde Didymos le 26 septembre 2022, et qui ira donc mesurer pour la première fois le résultat d'un impact à très haute vitesse (taille et morphologie du cratère), les propriétés internes d'un astéroïde qui sera le plus petit astéroïde jamais visité, Dimorphos mesurant 160 mètres de diamètre. Patrick Michel est aussi membre de l’équipe de la mission DART.

### Hayabusa
Du fait de liens étroits avec la communauté japonaise des sciences planétaires, Patrick Michel a notamment participé au déroulement de la mission spatiale Hayabusa (en expliquant notamment la forme de l'astéroïde (25143) Itokawa, son origine, sa probabilité d'impact et l'absence de petits cratères à sa surface) et passe une partie de son temps au Japon pour développer avec l'équipe du Pr Akiko Nakamura des expériences d'impacts à haute vitesse en laboratoire dans le but d'élaborer une base de données permettant de valider les codes numériques de fragmentation grâce aux financements de la Japanese Society for the Promotion of Science (JSPS). Il a aussi bénéficié d'un statut de Professeur Invité à l’Institute of Space and Astronautical Science (ISAS) de la JAXA

### OSIRIS-REx et Hayabusa2
Il est membre des deux équipes scientifiques OSIRIS-REx de la NASA et Hayabusa 2 de la JAXA, deux missions distinctes mais avec pour but commun le retour sur Terre d'échantillons de deux astéroïdes primitifs différents, (101955) Bénou et (162173) Ryugu, respectivement en 2023 et en 2020,.

### MMX

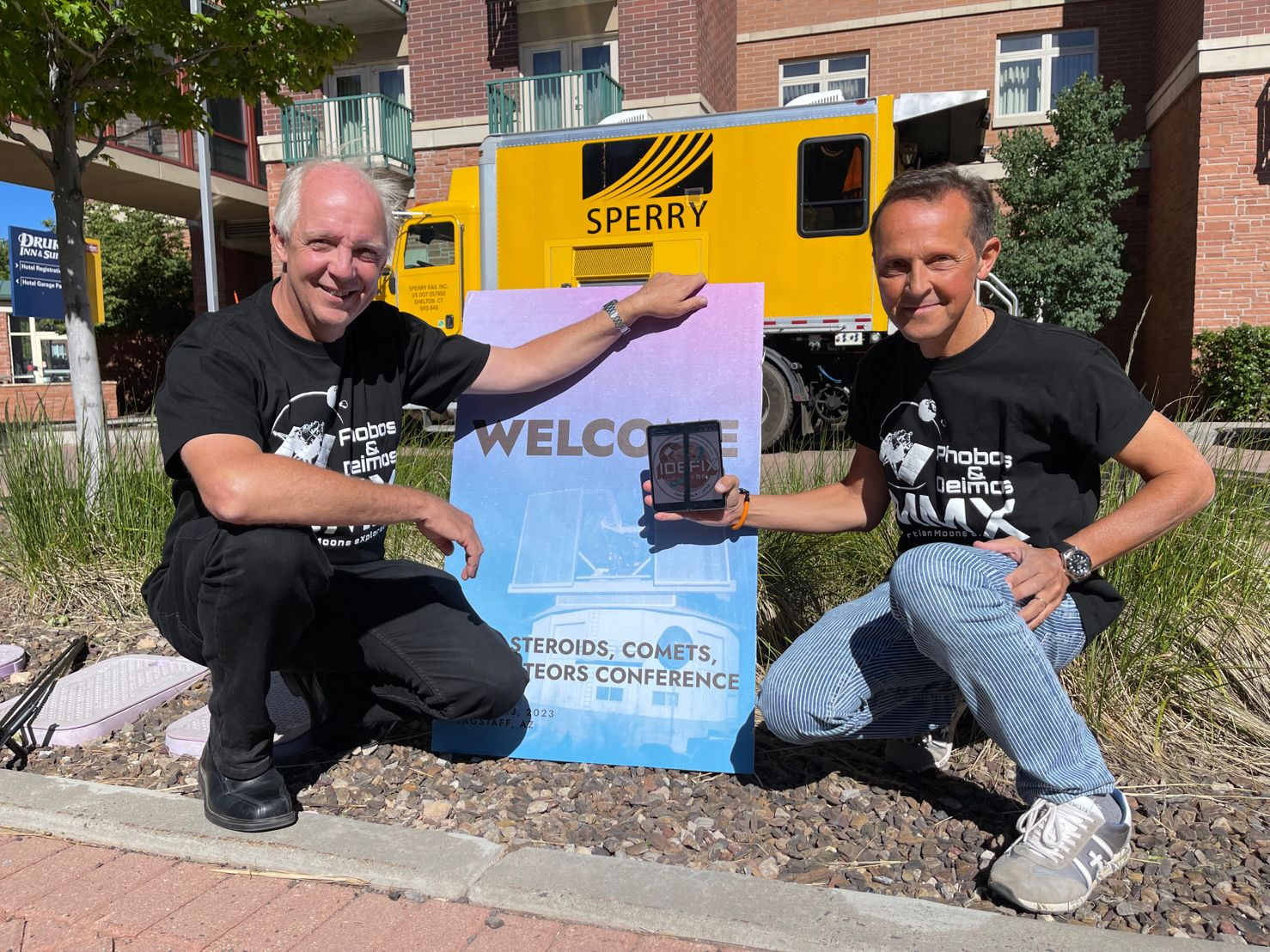
Stephan Ulamec et Patrick Michel le 21 juin 2023 à Flagstaff, Arizona (USA) lors d'une pause à la conférence Asteroid, Comet, Meteor (ACM), célébrant la dénomination d'IDEFIX, le rover DLR / CNES de la mission Martian Moons Exploration de la JAXA, en tant que co-responsables scientifiques.

Avec Stephan Ulamec (en) Il est co-responsable scientifique du rover IDEFIX développé en partenariat par le CNES et le DLR dans le cadre de la mission de la JAXA Martian Moons Exploration de retour d'échantillon de Phobos, une lune de Mars, qui sera lancée en 2026 pour arriver sur Phobos en 2027 et rentrer sur Terre en 2031, avec un déploiement du rover pour effectuer des analyses in-situ de surface en 2026,,.

### MarcoPolo-R
Il a été co-responsable de l'équipe scientifique de la mission spatiale MarcoPolo-R sélectionnée par le programme Cosmic Vision 2015-2025 de l'ESA, dont l'objectif était de ramener un échantillon d'un astéroïde géocroiseur primitif en partenariat avec la NASA. L'étude pré-phase A s'est déroulée de 2011 à 2014 mais l'ESA n'a pas retenu le projet pour lancement,.

### Stéréoscopie dans les missions spatiales
Avec Brian May (guitariste du groupe de rock Queen et astrophysicien) et Claudia Manzoni, Patrick Michel développe des images et des films stéréos de ses simulations et aussi d’images d’astéroïdes prises par les sondes spatiales au cours de certaines missions pré-citées, donnant lieu à publication d'articles,.

## Participations à des activités financées par la Commission européenne

### NEOShield et NEOShield-2
Il est également responsable du Work Package sur les simulations numériques de collisions et de déviation d'astéroïdes par un impacteur cinétique dans les Consortiums européens NEOShield et NEOShield-2 financés, respectivement, par les programmes cadres FP7 et Horizon2020, de la Commission européenne, entre les années 2012 et 2017,,.

### NEO-MAPP
De 2020 à 2023, il est le coordinateur du projet NEO-MAPP, qui relève également du programme-cadre Horizon2020 de l'Union Européenne. NEO-MAPP, pour Near-Earth Objects - Modelling and Payloads for Protection (en français Géocroiseurs - Modélisations et Instrumentations pour la Protection), est un projet qui traite des deux sujets de la défense planétaire et de l’exploration des astéroïdes,.

## Rôles dans les institutions nationales et internationales
En France, Patrick Michel a été membre du Comité des Programmes Scientifiques (CPS) du CNES (de 2014 à 2019), dont l'objectif est d’apporter son concours au conseil d'administration du CNES sur les sujets relatifs à la recherche scientifique spatiale et de proposer les priorités scientifiques du CNES.
Il est aussi membre du comité de pilotage de l'International Asteroid Warning Network (IAWN), sous l'égide du Committee Of Peaceful Use of Outer Space (COPUOS) de l'ONU, qui joue le rôle d'intermédiaire entre les spécialistes des risques d'impact d'astéroïdes et les médias et les institutions politiques, et représente l'IAWN au sein du Space Mission Programm Adivsory Group (SMPAG), constitué des principales agences spatiales et chargé de définir les missions spatiales adaptées à se protéger d'un risque d'impact. L’IAWN a pris en charge le 28 Janvier 2025 le cas de l’astéroïde 2024 YR4 suite à sa première estimation de probabilité dépassant 1% pour un petit corps potentiellement supérieur à 50 mètres. Patrick Michel a écrit un article à ce sujet et répondu aux nombreuses questions des médias pour souligner l’efficacité de la coordination internationale mise en place et rassurer par rapport à ces premières estimations,.
Il est président du Groupe de Travail sur les astéroïdes géocroiseurs à l'Union Astronomique Internationale.
Il a fait partie du comité NEOMAP (Near Earth Object Mission Advisory Panel) de l'Agence spatiale européenne chargé d'émettre des recommandations et d'étudier des concepts de missions spatiales destinées à l'étude du risque d'un impact d'un corps céleste avec la Terre.
En 2023, il a été élu membre correspondant de l’Académie Internationale d’Astronautique et siège dans sa commission chargée des Sciences physiques de l'espace,.
En 2024, il a été élu membre du SBAG, pour Small Bodies Assessment Group, en français Groupe d'évaluation des petits corps, un comité de la NASA dont le but est d'identifier les priorités et les opportunités scientifiques pour l’exploration des astéroïdes, des comètes, de la poussière interplanétaire, des petits satellites et des objets transneptuniens.
Il est, jusqu'en 2024, responsable de l'équipe Théorie et observation en planétologie (TOP) du laboratoire (Unité Mixte de Recherche) Joseph-Louis Lagrange.

## Livre grand public
Il est l'auteur du livre « A la rencontre des astéroïdes : missions spatiales et défense de la planète » publié le 11 Octobre 2023 aux éditions Odile Jacob avec une préface du spationaute français Jean-François Clervoy.

## Distinctions
L'astéroïde (7561) Patrickmichel a été nommé en son honneur par l'Union astronomique internationale en 1999.
Patrick Michel a reçu le prix HP/AMD Jeune Chercheur 2006 de la Société française d'astronomie et d'astrophysique (SF2A).
En 2012, il reçoit, la même année, la médaille Carl-Sagan du Département des Sciences Planétaires de l'Union américaine d'astronomie, un prix d'excellence international récompensant l'aptitude remarquable d'un chercheur en sciences planétaires à communiquer avec le grand public, et la Médaille d'Argent de la ville de Saint Tropez,.
Il a aussi reçu le prix international Paolo Farinella, soutenu par l'Université de Pise, l'ASI, l'INAF et l'IFAC-CNR, pour récompenser un scientifique pour les avancées que ses recherches ont produites en science planétaires (remis à Londres le 9 septembre 2013).
Il a reçu la médaille d'argent de la NASA (Silver Achievement Medal) pour sa contribution à la mission OSIRIS-REx,.
En 2019, il reçoit un prix d'excellence de la part de l'Université Côte d'Azur.
En 2022, il reçoit des mains du maire de Nice, Christian Estrosi, la Médaille d'Or de la Ville de Nice et l'Aigla Nissarda d'argent.
En 2023, il reçoit des mains du Maire de la ville d’Ollioules, Robert Bénéventi, la médaille de Citoyen d’Honneur de la ville.
En 2023, il reçoit des mains de Sylvie Siri, Maire de Saint-Tropez, la Médaille d'Or de la Ville de Saint-Tropez, pour avoir donné le nom de sa ville natale à un astéroïde.

#### Bases de données et dictionnaires
- Site officiel
- Ressources relatives à la recherche :   - Canal-U
  - ORCID
  - ResearcherID
  - ZbMATH
- Ressource relative à plusieurs domaines :   - Radio France
- Notices d'autorité :   - VIAF
  - BnF (données)
  - IdRef
  - LCCN
  - GND
  - WorldCat